# Station Terhulpen
Station Terhulpen is een spoorwegstation langs spoorlijn 161 (Brussel - Namen) in de gemeente Terhulpen (Frans: La Hulpe). Er is een gratis fietsstalling, de buurt van het station is een parkeerschijfzone geworden. De NMBS heeft een eigen betalende parking gebouwd onder de sporen.
In 2021 sloten de loketten hun deuren. Sindsdien is het een stopplaats.

## Treindienst
| Serie | Treinsoort | Route                                                                                | Bijzonderheden |
| ----- | ---------- | ------------------------------------------------------------------------------------ | --- |
| S 8   | GEN (NMBS) | Zottegem – Brussel-Zuid – Brussel-Schuman – Terhulpen – Ottignies – Louvain-la-Neuve | Rit naar Zottegem rijdt niet in het weekend. Een rit rijdt dagelijks tussen Brussel-Zuid - Ottignies. Een rit rijdt dagelijks tussen Ottignies - Louvain-la-Neuve. |
| S 81  | GEN (NMBS) | Schaarbeek – Brussel-Schuman – Terhulpen – Ottignies                                 | Rijdt enkel tijdens de spits tijdens het schooljaar |

## Galerij

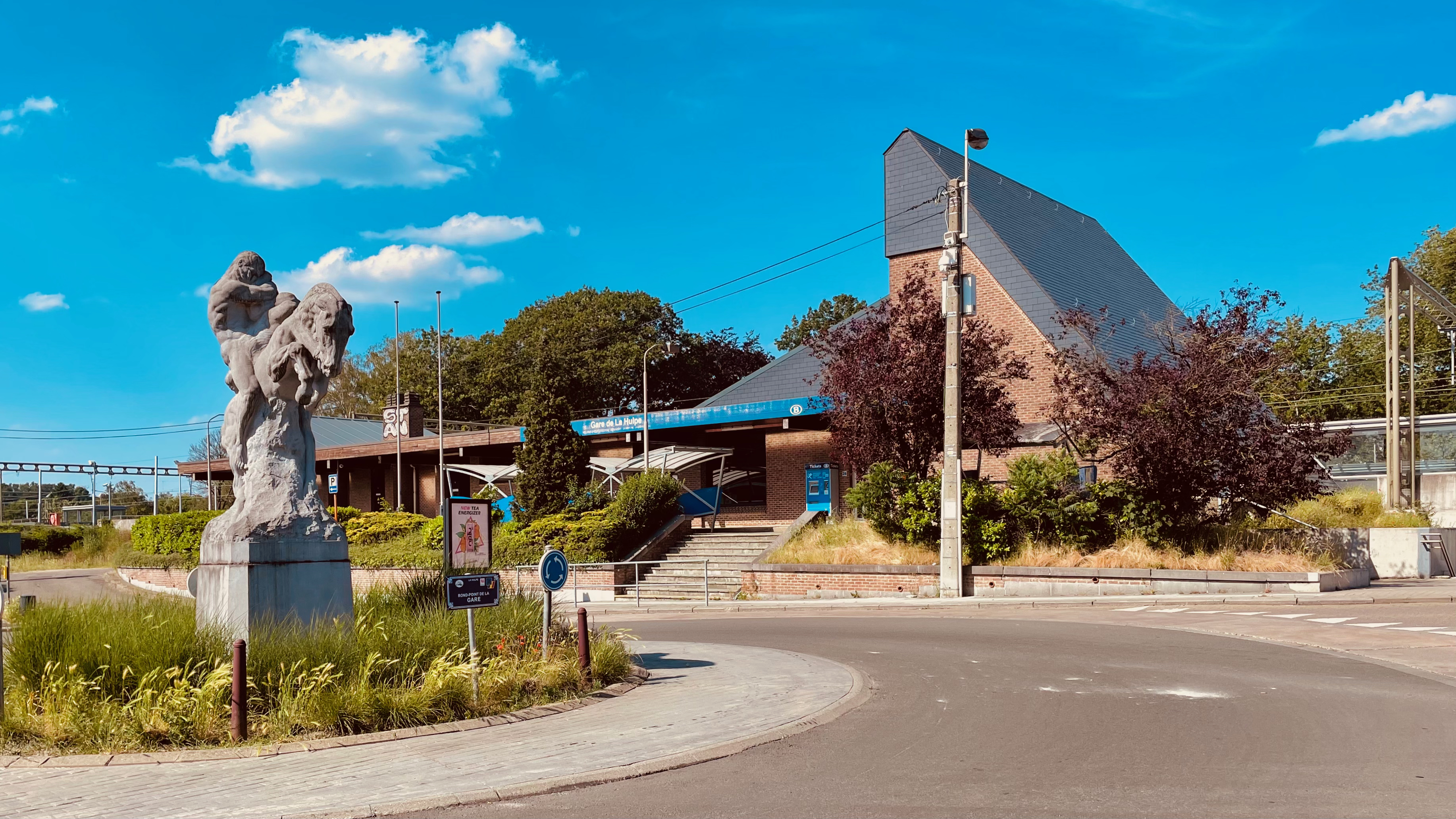
Het huidige gebouw in de achtergrond
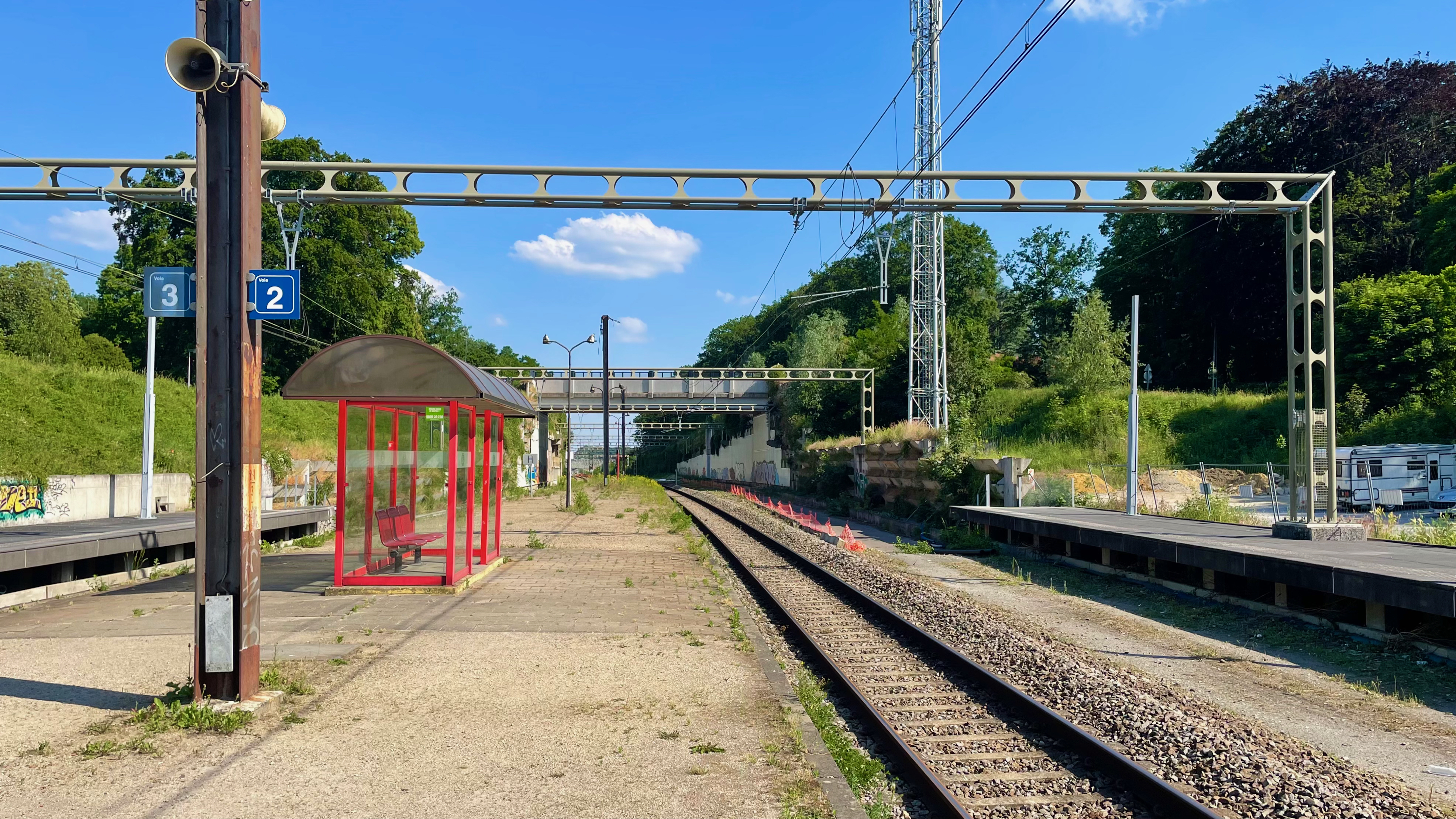
Zicht op de perrons
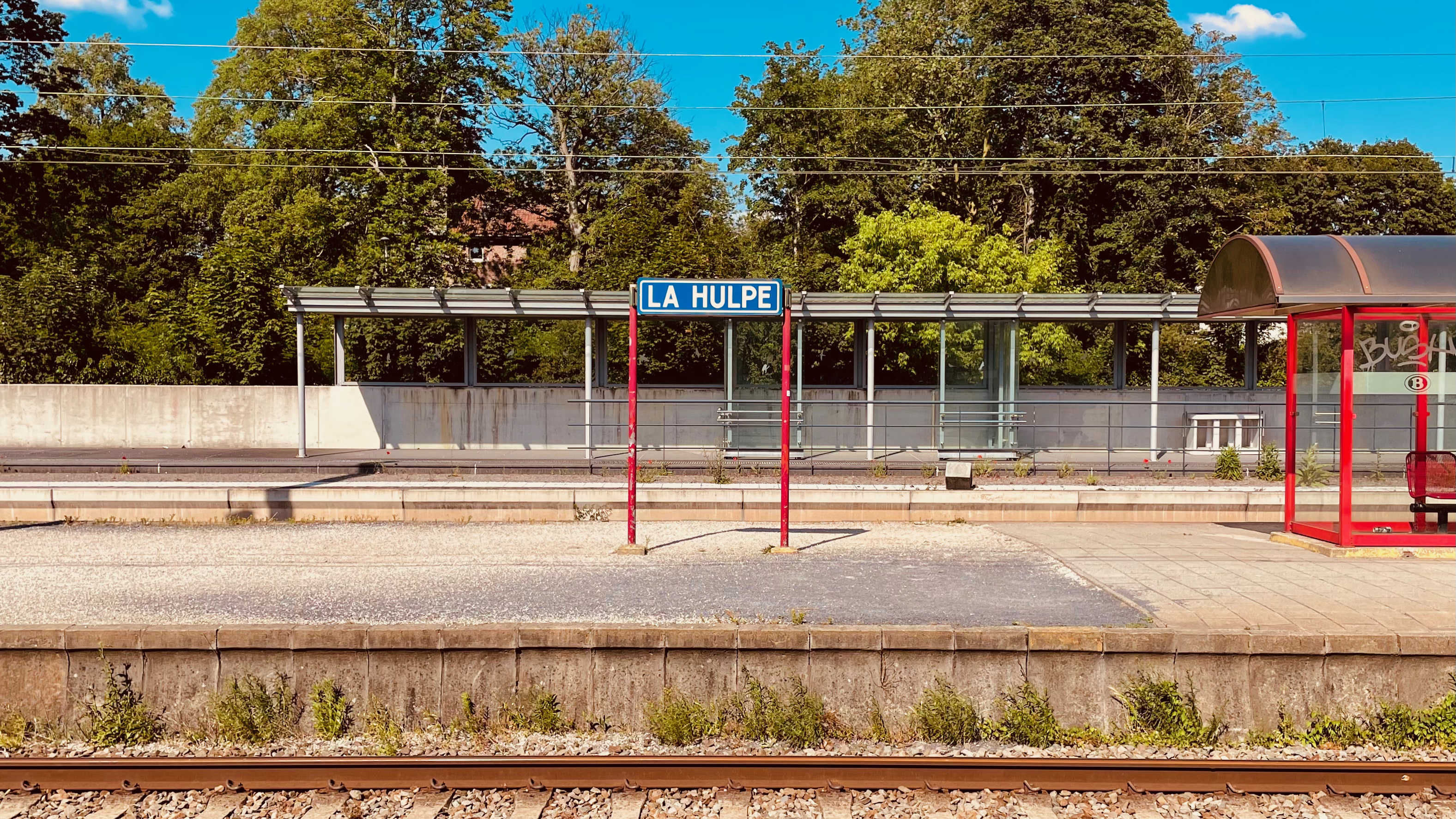
Naambord

## Reizigerstellingen
De grafiek en tabel geven het gemiddeld aantal instappende reizigers weer op een week-, zater- en zondag.
| Tabel: aantal instappende reizigers station La Hulpe | Tabel: aantal instappende reizigers station La Hulpe | Tabel: aantal instappende reizigers station La Hulpe | Tabel: aantal instappende reizigers station La Hulpe |
|                                                      | Weekdag                                              | Zaterdag                                             | Zondag                                               |
| ---------------------------------------------------- | ---------------------------------------------------- | ---------------------------------------------------- | ---------------------------------------------------- |
| 1977                                                 | 1 503                                                | 306                                                  | 267                                                  |
| 1978                                                 | 1 343                                                | 352                                                  | 231                                                  |
| 1979                                                 | 1 394                                                | 356                                                  | 301                                                  |
| 1980                                                 | 1 381                                                | 377                                                  | 271                                                  |
| 1981                                                 | 1 262                                                | 326                                                  | 296                                                  |
| 1982                                                 | 1 365                                                | 317                                                  | 230                                                  |
| 1983                                                 | 1 387                                                | 304                                                  | 227                                                  |
| 1984                                                 | 1 007                                                | 255                                                  | 218                                                  |
| 1985                                                 | 951                                                  | 301                                                  | 229                                                  |
| 1986                                                 | 879                                                  | 236                                                  | 189                                                  |
| 1987                                                 | 842                                                  | 229                                                  | 171                                                  |
| 1988                                                 | 930                                                  | 257                                                  | 175                                                  |
| 1989                                                 | 1 025                                                | 275                                                  | 214                                                  |
| 1990                                                 | 791                                                  | 257                                                  | 193                                                  |
| 1991                                                 | 1 056                                                | 257                                                  | 199                                                  |
| 1992                                                 | 811                                                  | 230                                                  | 200                                                  |
| 1993                                                 | 1 131                                                | 274                                                  | 223                                                  |
| 1994                                                 | 1 137                                                | 273                                                  | 200                                                  |
| 1995                                                 | 958                                                  | 323                                                  | 224                                                  |
| 1996                                                 | 1 093                                                | 262                                                  | 228                                                  |
| 1997                                                 | 1 152                                                | 286                                                  | 202                                                  |
| 1998                                                 | 1 270                                                | 278                                                  | 238                                                  |
| 1999                                                 | 1 067                                                | 316                                                  | 194                                                  |
| 2000                                                 | 1 297                                                | 282                                                  | 261                                                  |
| 2001                                                 | 1 462                                                | 316                                                  | 230                                                  |
| 2002                                                 | 1 259                                                | 350                                                  | 236                                                  |
| 2003                                                 | 1 308                                                | 300                                                  | 254                                                  |
| 2004                                                 | 1 472                                                | 314                                                  | 260                                                  |
| 2005                                                 | 1 652                                                | 466                                                  | 333                                                  |
| 2006                                                 | 1 540                                                | 345                                                  | 290                                                  |
| 2007                                                 | 1 536                                                | 415                                                  | 266                                                  |
| 2008                                                 | -                                                    | -                                                    | -                                                    |
| 2009                                                 | 1 533                                                | 267                                                  | 235                                                  |
| 2010                                                 | -                                                    | -                                                    | -                                                    |
| 2011                                                 | -                                                    | -                                                    | -                                                    |
| 2012                                                 | 1 654                                                | 254                                                  | 235                                                  |
| 2013                                                 | 1 510                                                | 224                                                  | 199                                                  |
| 2014                                                 | 1 652                                                | 276                                                  | 251                                                  |
| 2015                                                 | 1 350                                                | 286                                                  | 203                                                  |
| 2016                                                 | 1 501                                                | 188                                                  | 151                                                  |
| 2017                                                 | 1 415                                                | 249                                                  | 185                                                  |
| 2018                                                 | 1 108                                                | 279                                                  | 276                                                  |
| 2019                                                 | 1 305                                                | 331                                                  | 321                                                  |
| 2020                                                 | 833                                                  | 206                                                  | 157                                                  |
| 2021                                                 | -                                                    | -                                                    | -                                                    |
| 2022                                                 | 1 457                                                | 479                                                  | 452                                                  |
| 2023                                                 | 1 351                                                | 429                                                  | 432                                                  |
| 2024                                                 | 1 559                                                | 480                                                  | 382                                                  |

0,0: Schaarbeek ·
3,5: Koninklijke-Sint-Mariastraat ·
4,4: Rogierstraat ·
5,1: Leuvensesteenweg ·
5,8: Brussel-Schuman ·
6,1: Wetstraat ·
7,0: Brussel-Luxemburg ·
8,0: Mouterij ·
8,9: Etterbeek ·
10,1: Watermaal ·
12,0: Bosvoorde ·
13,9: Zoniënwoud ·
17,0: Groenendaal ·
18,9: Hoeilaart ·
20,0: Bakenbos ·
22,0: Terhulpen ·
23,2: Genval ·
25,2: Rixensart ·
27,7: Profondsart ·
29,0: Le Buston ·
30,0: Ottignies ·
36,0: Mont-Saint-Guibert ·
38,0: Blanmont ·
40,0: Chastre ·
41,9: Ernage ·
45,0: Gembloers ·
47,6: Lonzée ·
50,9: Beuzet ·
53,0: Saint-Denis-Bovesse ·
56,0: Rhisnes ·
62,0: Namen